# توماس كيد (سياسي كندي)
توماس كيد هو سياسي كندي، ولد في 1 مايو 1889 في كندا، وتوفي في 19 ديسمبر 1973. حزبياً، نشط في حزب أونتاريو المحافظ التقدمي والحزب الكندي التقدمي المحافظ. وقد انتخب عضو برلمان مقاطعة أونتاريو وانتخب عضو مجلس العموم الكندي.